# Ајба
Ајба (словен. Ajba, итал. Aiba) је насељено место у општини Канал об Сочи, Горишка регија, Словенија.

## Историја
До територијалне реорганизације у Словенији била је у саставу старе општине Нова Горица.

## Становништво
У попису становништва из 2011. године, Ајба је имала 74 становника.
| Број становника према пописима | Број становника према пописима | Број становника према пописима |
| ------------------------------ | ------------------------------ | ------------------------------ |
| 1991                           | 2002                           | 2011                           |
| 85                             | 92                             | 74                             |

Напомена: Године 2008. умањено за делове насеља који су проглашени за нова самостална насеља Горење Неково и Долење Неково.